# 2019년 북한 목선 삼척항 입항 사건

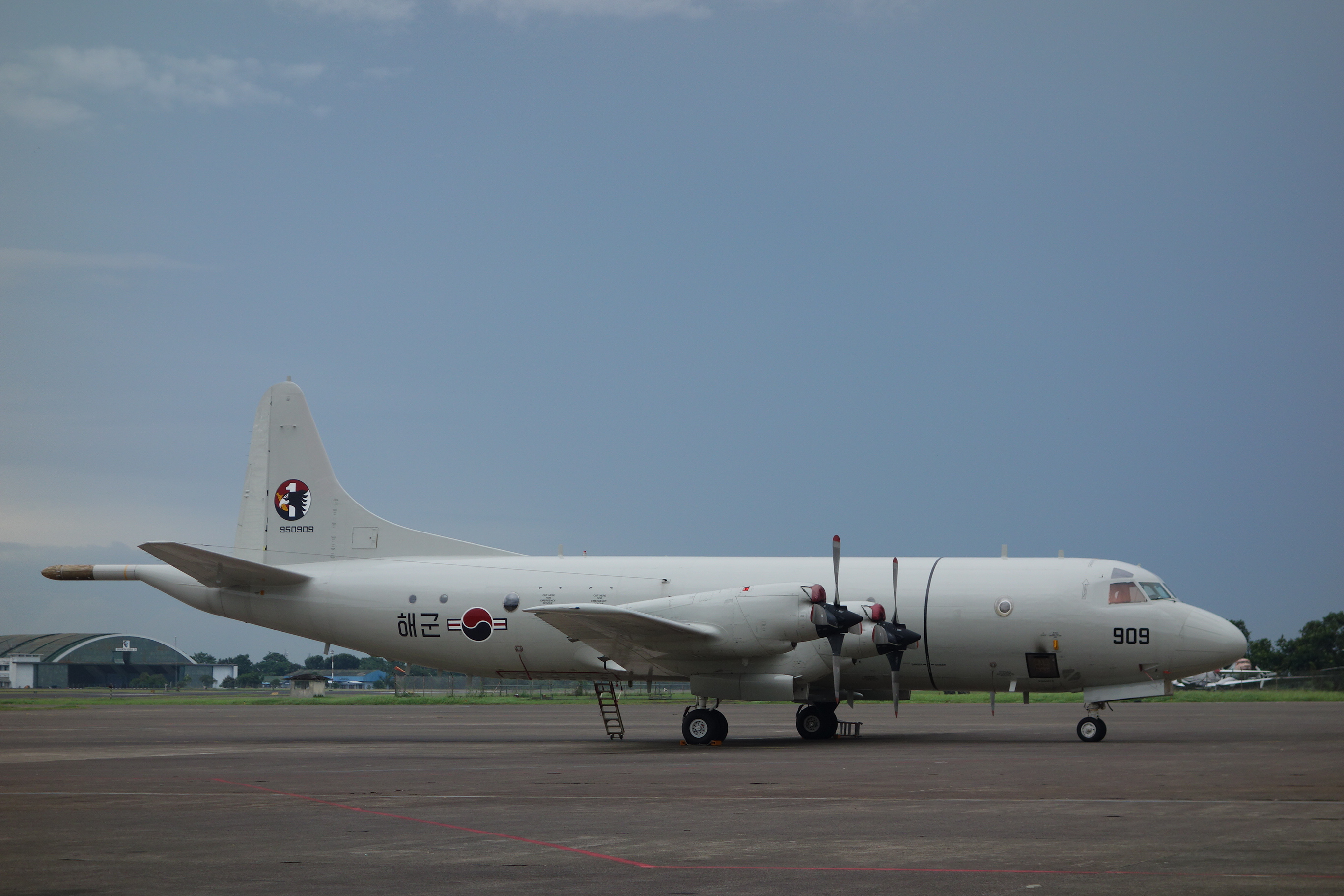
해군 제6항공전단의 P-3C 오라이온 해상초계기

2019년 북한 목선 삼척항 입항 사건은 북한 어민 2명이 한국에 귀순한 사건이다.

## 역사
2019년 6월 15일, 북한 목선 1척이 삼척항에 정박했다. 한국군의 모든 해상 경계망이 뚫렸기 때문에, 한국당은 국방장관 사퇴까지 주장했다.
선명은 'ㅈ-세-29384', 목선이다. 선박의 길이는 10m, 폭 2.5m, 높이 1.3m, 무게 1.8t이다. 28마력의 엔진을 장착했다.
12일 오후 9시께 동해 북방한계선(NLL)을 넘은 뒤 사흘 동안 영해에 머물렀다.
14일 오후 9시 삼척항 동쪽 4-6 km 떨어진 곳에서 대기한 뒤 동이 트자 엔진을 켜고 15일 오전 6시 22분 삼척항 방파제 부두에 정박했다.
최초 신고가 이뤄진 건 15일 오전 6시 50분. 19분 뒤인 오전 7시 9분 해양경찰청 상황센터가 청와대와 합참에 처음 상황을 전파했다.
2019년 6월 21일, 조선일보의 6.25 기념 인터뷰에서, 99세의 백선엽 장군은 목선 사건과 관련 군의 긴장을 주문했다.

## 논란

### 소형선박

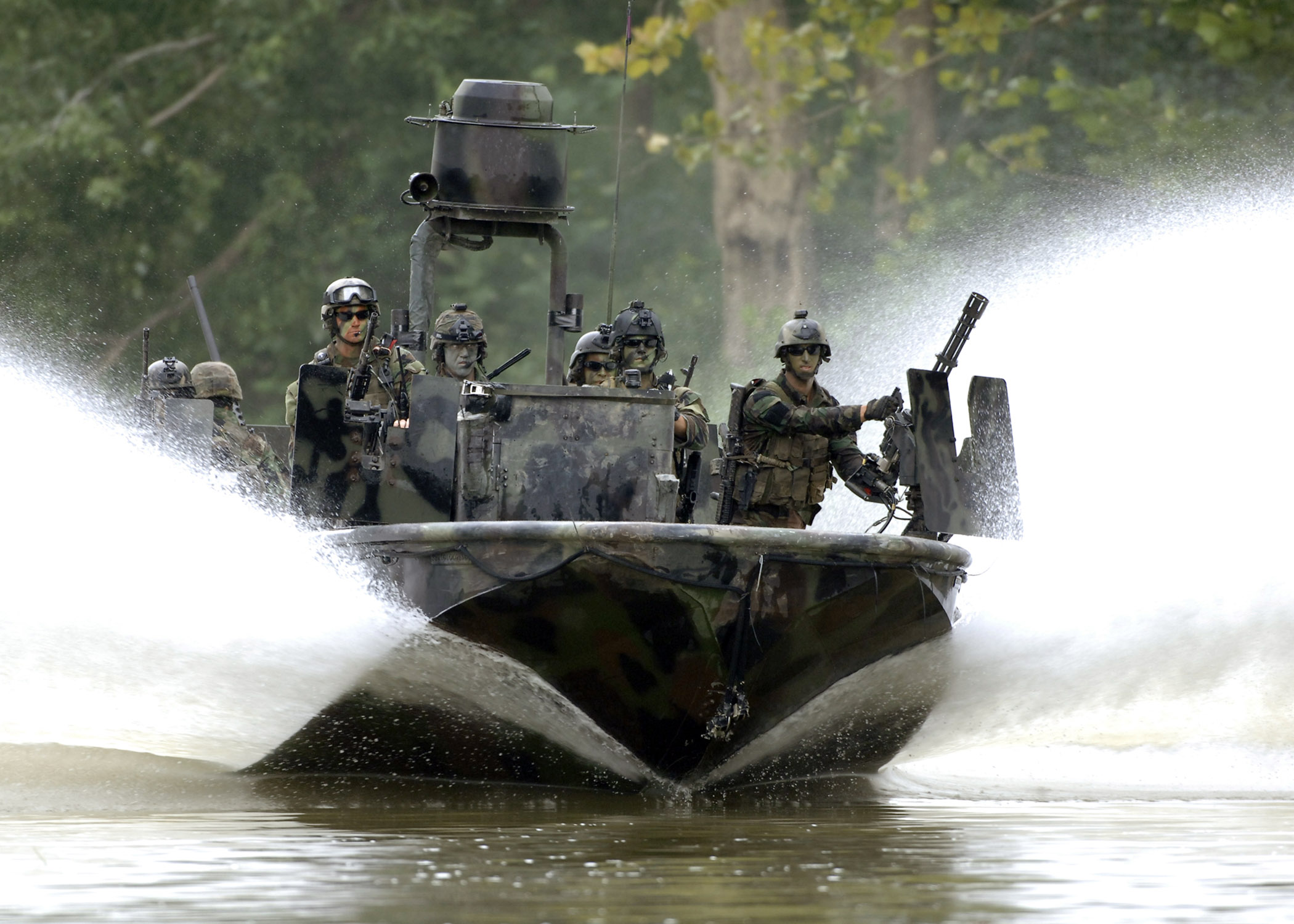
미국 네이비실 8명이 탑승하는 SOC-R 고속정의 길이가 10 m이다. 40노트 고속으로 230 km를 갈 수 있다.

북한의 목선이 길이 10 m로 탐지하기에는 너무 소형이었다는 지적이 있었다. 그러나 길이 10 m 선박은 특수부대, 간첩이 침투용으로 사용하기엔 의외로 꽤 큰 크기이다.
미국 특수부대 네이비실은 길이 10 m SOC-R 고속정을 사용한다. C-130 수송기, CH-47 치누크 헬기로 운반가능하며, M134 미니건, 유탄발사기 등으로 중무장했다. 승무원 4명에 네이비실 8명이 탑승한다. 미국 영화에 자주 나온다. 역시 영화에 자주 나오는 네이비실의 고무보트는 길이 4.7 m이다. 한국 특수부대도 여러명이 들고 다니는 그 고무보트이다.
해군이 이런 크기의 배를 작다고 다 탐지할 수 없다고 주장하는데, 그렇다면 예전처럼 해안을 철조망으로 모두 봉쇄해야 한다는 의미일 수 있다. (하지만 현재 사용하고있는 감시장비가 20년이 넘게 사용된것이며 한국 국적 소형어선 1~3t급우 보이지도 않기 때문에 탐지 못하는 것이 당연하다)

### 연료
길이 10m, 폭 2.5m, 높이 1.5m, 무게 1.8t의 규모에 28마력의 엔진을 장착한 북한 소형 목선이 삼척항까지 항해하려면 최소 1000 리터의 기름이 필요한 것으로 분석된다. 경성에서 삼척항까지 직선거리로 500 km 이상이다.
그러나 북한은 최근 동해 NLL 인근에서 어업을 많이 하는데, 대형 철선에 소형 목선 수십척을 끈으로 묶어서 북한 항구에서 NLL 인근 어장까지 이동한다. 목선의 연료를 쓰지 않기 위해서이다. 연료통이 매우 작다. 어장에 도착하면 끈을 풀어주어, 작은 목선들이 자체 엔진을 켜서 어업을 한다. 이 때 기관고장이 많이 생겨서, 표류하는 경우가 많다. 반드시 4인이 탑승하게 하여 탈북을 방지한다.

### 경계실패
포항공항에서 이륙한 해군 제6항공전단의 P-3C 오라이온 해상초계기는 북한 목선의 4 km 가까이 비행했는데도 그냥 지나쳤다. 1차 경계망이 뚤렸다. 2차 경계망은 동해 제1함대 (대한민국)의 구축함, 3차 경계망은 해양경찰청의 경비함, 4차 경계망은 육군 제23보병사단 (대한민국)의 해안감시체계이다.
해양경찰청의 경비함과 P-3C 오라이온 해상초계기가 있었지만 탐지하지 못했고, 육군 제23보병사단 (대한민국)의 영상감시장치는 우리 어선으로 판단한 것으로 드러났다.
2018년 12월 20일, 2018년 한일 해상 군사 분쟁이 일어났다. 당시 일본 해상초계기는 의심스러운 한국과 북한의 선박에 305 m 거리까지 다가와 고해상도 사진 촬영을 하면서, 작전센터와 상세한 교신을 하는 동영상이 공개되었다. 한국 정부는 국제법을 위반한 위협비행이라며 항의했지만, 일본은 국제법을 준수했다며 항변했다.
당시 관련보도에서, 한국 해군의 해상초계기는 타국 군함을 위협하지 않기 위해 5~9 km 이내로 접근하지 않고 있다고 했는데, 이 메뉴얼 대로 이번 목선 사건에서도 초계기가 4 km 떨어진 거리에서 더 근접하지 않았던 것으로 보인다.
길이 10 m 선박을 4 km 정도 떨어진 고공에서 자세하게 식별하는 것은, 매우 힘들 수 있다. 일본처럼 수정해서 305 m까지 근접하여 선박을 정확하게 식별하도록 메뉴얼을 개정해야 할 필요성이 느껴진다.

### 허위보고
2010년 천안함, 2017년 사드 논란 때 군형법 제38조 거짓보고죄가 문제되었다. 이번 사건에서도 전직 장군들과 한국당에서는 거짓보고죄를 주장하고 있다. 문재인 대통령까지도 군형법상 거짓보고죄를 저지른 것이 아니냐는 주장이다.
북한 소형 목선이 삼척항에 들어왔던 15일 오전 정경두 국방부 장관과 박한기 합참의장 등이 참석한 대책회의가 합동참모본부 지하벙커에서 열렸다.
그런데, 국방부는 17일 백그라운드(익명) 브리핑에서 “확인이 안 됐다”는 이유로 사실과 다른 내용을 설명했다. 군 관계자는 백 브리핑에서 북한 소형 목선의 발견 장소에 대해 삼척항 방파제 부두가 아닌 ‘삼척항 인근’이라고 밝혔다. 또 북한 소형 목선이 실제 엔진을 가동해 항구로 진입했는데도 “표류해서 발견하기 힘들었다”고 말했다.
15일 사건 당일 이미 국방부는 장관 주재 대책회의까지 열었기 때문에, 정확한 사실을 알고 있었는데, 17일에 국민들에게는 엉터리로 설명했으며, 이것은 군형법상 거짓보고죄인데, 대통령과 청와대 비서관들도 이 범죄에 개입한 것이 아니냐는 게 일부 전직 장군과 한국당의 주장이다.
신원식 전 합참 차장도 "군형법 38조에 따르면 군사에 관하여 거짓 명령, 통보 또는 보고를 한 사람은 처벌한다"며 "거짓 보고와 대응으로 사건을 축소하려 한 문재인 대통령을 당 차원에서 고소해야 한다"고 관련 한국당 규탄시위에서 주장했다. 군사상 사건에 대해 대략 적당히, 이렇게 거짓말로 국민들에게 알리라고 명령을 한 것도 해당 범죄가 된다.
청와대는 일체 그런 은폐나 거짓은 없었다고 해명했는데, 언론 보도를 보면, 최초 국민들에게 알릴 때 너무 사실과 다르게 알린 점이 드러나고 있다.
국방부에서 일간신문 1면에 날만한 큰 사건이 터지면, 항상 문제되는게 군형법상 거짓보고죄다. 평시에는 1년 이하 징역, 군인 등 관련자들은 1/2의 가중처벌을 할 수 있다. 최대 형량은 적지만, 직업군인으로서는 불명예 제대를 해야 하는 범죄다. 명예 제대를 한 군인은 사망시까지 막대한 군인연금을 받는다. 한국당에서는 전시에 사형이라고 규정한 점을 매우 강조하지만, 한국은 오랜 기간 휴전 상태여서 전시가 아니다.
2020년 총선이 300일도 남지 않은 시점이어서, 한국당에서는 이 사건에 대해 매우 화를 냈다. 북한 목선은 매우 작은 배지만, 하필 정권 심판을 하는 총선을 앞둔 시점이어서, 고요한 호수에 돌을 하나 던진 것처럼 파장이 크게 일어났다.

### 시긴트
한국의 성남시에는 미국 NSA와 같은 777부대가 있다. 넷플릭스 드라마 파인 갭을 보면, 오늘날 실제로 군대에서 어떤 시긴트 업무를 하는지가 잘 나오는데, 북한 목선의 무전기 전파를 추적해 미확인 선박이 어느 위치에서 무전기를 사용하는지, 실시간으로 즉시 파악해 경보를 할 수 있다는 식으로 나온다. 한국의 드라마에서도 동해상에서 무전기를 사용하면, 국정원에서 의심선박의 위치를 실시간 파악한다고 나오기도 한다. 그러나 이번 사건에서는 777부대가 제대로 통신감청을 하고 있는지에 대해, 전혀 보도되지 않았다. 외국의 영화 드라마의 이야기일 뿐, 한국군에는 그런 통신 감청 장비가 전혀 없다는 의미일 수 있다.

### 청와대 개입
17일 백브리핑에 청와대 안보실 소속 행정관(45세, 해군 대령)이 몰래 참석한 것을 두고, 전체적인 거짓, 왜곡, 축소 보도를 대통령이 지시한 것이 아니냐는 의혹과 비난이 일고 있다. 한국당은 그래서 대통령까지 군형법상 거짓보고죄에 해당한다고 주장한다.
백그라운드 브리핑, 이른바 '백브리핑'은 질의응답 내용을 익명으로 보도하는 일종의 비공개 브리핑으로 브리핑룸에서 진행되는 공식 브리핑과 달리 관계자 외 출입이 제한되는 기자실에서 진행된다. 청와대 행정관이 국방부 기자실에서 진행되는 익명 브리핑에 나타난 것은 이례적이다. 보통 익명 브리핑은 군 관계자와 출입 기자들만이 참석한다.